# 圣安德烈德马让库勒
圣安德烈-德马让库勒（法語：Saint-André-de-Majencoules，法語發音：[sɛ̃.t‿ɑ̃dʁe də maʒɑ̃kul]）是法国加尔省的一个市镇，属于勒维冈区。

## 地理
圣安德烈-德马让库勒（44°1'42"N, 3°40'26"E）面积21.79 平方千米，位于法国奧克西塔尼大區加尔省，该省份为法国南部沿海省份，南端濒地中海，北起顺时针与阿尔代什省、沃克吕兹省、罗讷河口省、埃罗省、阿韦龙省和洛泽尔省接壤。
与圣安德烈-德马让库勒接壤的市镇（或旧市镇、城区）包括：芒达古、罗克迪尔、圣马夏尔、叙梅讷、勒维冈、瓦勒代古阿勒。
圣安德烈-德马让库勒的时区为UTC+01:00、UTC+02:00（夏令时）。

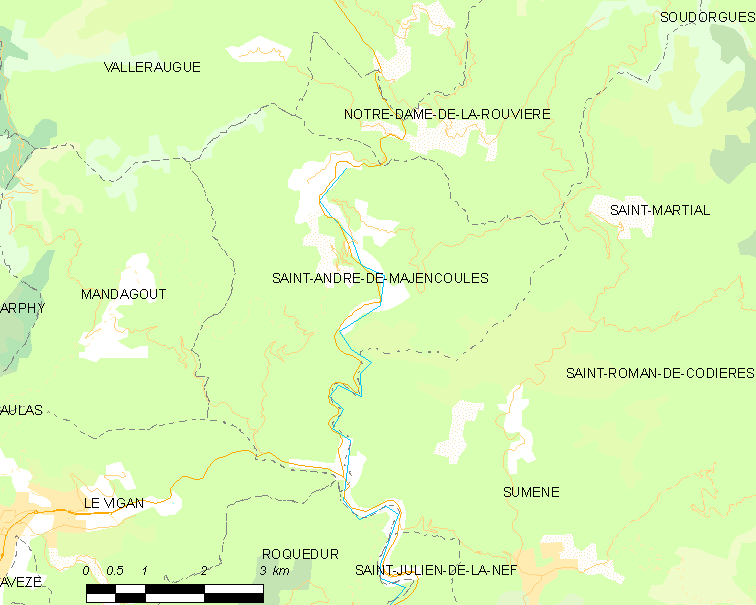
圣安德烈-德马让库勒的OSM定位图

## 行政
圣安德烈-德马让库勒的邮政编码为30570，INSEE市镇编码为30229。

## 政治
圣安德烈-德马让库勒所属的省级选区为勒维冈县。

## 人口

1962-2008年间圣安德烈-德马让库勒人口变化图示

圣安德烈-德马让库勒于2022年1月1日时的人口数量为600人。